# Сенра, Нестор
Нестор Сенра Перес (исп. Néstor Senra Pérez; род. 4 января 2002, Севилья, Испания) — экваториальногвинейский футболист, защитник испанского клуба «Атлетико Антониано» и сборной Экваториальной Гвинеи.

## Биография

### Происхождение
Сенра родился в Севилье, однако его отец, испанец по происхождению, был родом из Экваториальной Гвинеи, что позволило ему иметь двойное гражданство. Для работы в этой африканской стране из Испании переехали его дед и прадед. Бабушка по отцовской линии, также испанка, была рождена там же.

### Клубная карьера
Воспитанник академии «Севильи». Выступать на взрослом уровне начал в составе фарм-клуба «Севилья C». Дебютировал в сезоне 2020/21, сыграв 15 матчей в четвёртом на тот момент дивизионе Испании. В 2021 году, в результате реформы в системе футбольных лиг, клуб был понижен в статусе до пятого дивизиона. В 2023 году подписал контракт с клубом четвёртого дивизиона «Реал Авилес». Летом 2024 года перешёл в клуб того же уровня «Атлетико Антониано».

### Карьера в сборной
Дебютировал за сборную Экваториальной Гвинеи 3 сентября 2021 года в матче отборочного турнира чемпионата мира 2022 против сборной Туниса (0:3), в котором вышел на замену на 79-й минуте вместо Луиса Месегера. Был включён в заявку сборной на Кубок африканских наций 2023, но на самом турнире на поле не выходил.